# Église catholique en Indonésie
Sous le régime de Soeharto, le catholicisme, faisait partie des cinq religions officiellement reconnues parmi lesquelles les Indonésiens devaient en choisir une que leur carte d'identité mentionnait obligatoirement.
Les chiffres officiels de 1998 indiquent que 80 % des Indonésiens sont musulmans, 5 % protestants, 3 % catholiques, 2 % hindouistes, 1 % bouddhistes, le 9 % étant constitué d'autres religions, ce qui inclut le judaïsme et le christianisme orthodoxe.
Malgré cette majorité musulmane, l'Indonésie n'est pas un pays musulman. Elle est composée de populations culturellement et religieusement diverses. Sa constitution ne fait référence à aucune religion. L'emblème national de l'Indonésie, l'aigle Garuda, vient de la mythologie hindoue. L'Indonésie a une Croix-Rouge, non un Croissant-Rouge.

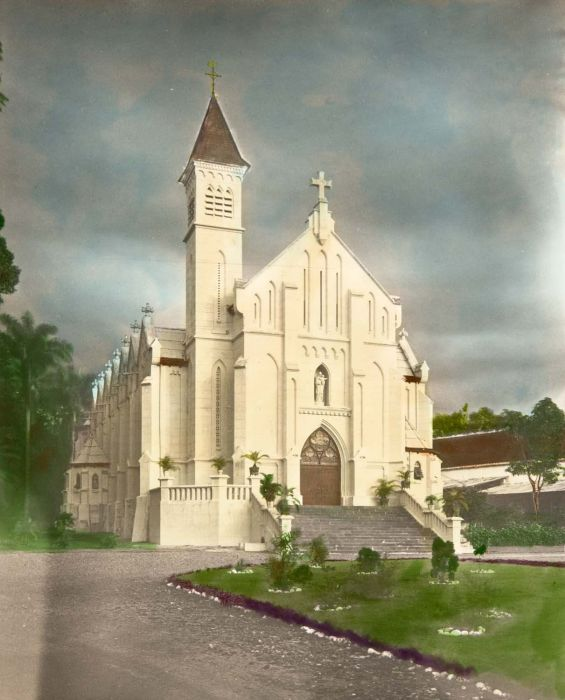
Cathédrale de Bogor, photo des années 1920.

## Histoire
Les contacts de l'archipel indonésien avec le christianisme remontent au VIIe siècle. En effet, des fouilles dans la région de Barus, sur la côte occidentale de la province de Sumatra du Nord, ont révélé la présence d'un évêché et d'une communauté de chrétiens nestoriens dès cette époque. On ne sait pas ce que celle-ci est devenue.

### Les Portugais
L'année qui suit la prise de Malacca sur la péninsule Malaise en 1511, les Portugais parviennent aux Moluques, les fameuses « îles aux épices » dont ils voulaient s'assurer le contrôle.
En 1522, les premiers franciscains arrivent dans l'île de Ternate, dont le souverain est musulman. Ils doivent bientôt en partir. Ils s'installent dans l'île voisine de Halmahera en 1534, où ils poursuivent leur œuvre de missionnaire.
François Xavier, cofondateur de l'Ordre des Jésuites avec Ignace de Loyola, jette les bases d'une mission à Ambon, Morotai et Ternate en 1546 et 1547. Il y baptise des milliers de personnes. Après son départ des Moluques, d'autres poursuivent son œuvre. Dans les années 1560, on compte quelque 10 000 catholiques, pour la plupart à Ambon. Dans les années 1590, ils sont entre 50 000 et 60 000.
En 1562, des dominicains entreprennent l'évangélisation de Solor. Dans les années 1590, on y compte environ 25 000 catholiques.

### La VOC
Les Hollandais de la VOC (Vereenigde Oostindisch Compagnie ou Compagnie néerlandaise des Indes orientales) occupent Ambon en 1605. Ils évincent progressivement les Portugais des Moluques. Majoritairement protestants calvinistes, ils interdisent à l'Église catholique ses activités dans les territoires qu'ils contrôlent. Elle reste toutefois active dans l'île de Florès et à l'est de l'île de Timor, restés sous contrôle portugais.
Aux Moluques, les prêtres catholiques sont remplacés par des pasteurs protestants hollandais. De nombreux catholiques se convertissent au protestantisme. À un moment, la VOC menace de la peine capitale tout prêtre catholique qui résiderait sur son territoire, c'est-à-dire outre les Moluques, la ville de Batavia sur l'île de Java (aujourd'hui Jakarta). Ainsi en 1624 dans cette ville, sous le gouverneur général Jan Pieterszoon Coen, le père jésuite Egidius d'Abreu est exécuté pour avoir célébré la messe en prison. Le père Alexandre de Rhodes, un jésuite français (il est l'inventeur de la romanisation de la langue vietnamienne) sera expulsé des territoires de la VOC en 1646.

### Les Indes néerlandaises
En 1799, la VOC est déclarée en faillite et dissoute par le gouvernement des Pays-Bas, qui reprend ses actifs. En 1806, l'accession au trône de Louis Bonaparte, fervent catholique, amène à une reconnaissance de la liberté de culte. En 1807, il autorise l'établissement d'une préfecture apostolique des Indes néerlandaises à Batavia. Deux prêtres hollandais débarquent en 1808, les Pères Jacobus Nelissen et Lambertus Prisen.
Le gouverneur général Herman Willem Daendels (1808-1811), admirateur de la Révolution française et de Napoléon, met en place l'administration des Indes néerlandaises. Il établit la liberté de culte. À cette époque, il n'y avait que cinq prêtres catholiques pour 9 000 fidèles, dispersés entre Java et les Moluques. En 1889, on ne compte encore que 50 prêtres dans toute la colonie. À Yogyakarta, l'activité missionnaire catholique sera interdite jusqu'en 1891.
En 1896 un prêtre jésuite néerlandais, le père François van Lith, arrive à Muntilan dans le centre de Java. Ses efforts commencent à porter leur fruit lorsqu’en 1904, quatre chefs de village de la région viennent chez lui et lui demandent de les éduquer dans la religion catholique. À la fin de cette année, un groupe de 178 personne est baptisé en un lieu appelé Sendangsono.
En outre, van Lith fonda une école de formation d'instituteurs à Muntilan en 1900 et une autre en 1904. En 1918, toutes les écoles catholiques des Indes néerlandaises furent regroupées en une institution unique, qui s'appelle aujourd'hui la "Yayasan Kanisius" (Fondation Canisius). En 1911, le père van Lith fonda un séminaire.

### L'Indonésie indépendante
Albertus Soegijapranata deviendra le premier évêque indigène en 1940. Durant l'occupation japonaise, lui et l'évêque jésuite néerlandais Pieter Willekens, vicaire apostolique de Batavia (Jakarta), s'efforcent de maintenir l'hôpital Saint Charles en activité.
Soekarno et Hatta proclament l'indépendance de l'Indonésie en 1945. Suit une période de 4 années de conflit avec les Pays-Bas, qui essaient de récupérer leur colonie. Parmi les personnalités catholiques de cette lutte pour la défense de l'indépendance figurent le commodore de l'air Agustinus Adisoetjipto, d'après qui l'aéroport international Adisutjipto (avec un « u ») de Yogyakarta a été nommé.
Des évêques indonésiens prennent part au concile Vatican II. Le premier Indonésien à être nommé cardinal est Justinus Darmojuwono en 1967. En avril 2007, le seul cardinal indonésien est l'archevêque de Jakarta, le jésuite Julius Darmaatmadja, qui a pris part au conclave qui élut le pape Benoît XVI.
Les papes qui ont fait une visite pastorale en Indonésie sont Paul VI en 1970 et Jean-Paul II en 1989. Les évêques se rassemblent au sein de la Conférence des évêques d’Indonésie. De nos jours, les Chrétiens Catholiques en Indonésie sont souvent d'origine Chinoise, mais les plus forts contingents de croyants sont des Indonésiens locaux. 

## Provinces ecclésiastiques
Il y a en Indonésie 37 diocèses regroupés en 10 provinces ecclésiastiques et un ordinariat militaire.

### Sumatra
- Archidiocèse de Medan (Sumatra du Nord) :
  - Diocèse de Padang
  - Diocèse de Sibolga

- Archidiocèse de Palembang (Sumatra du Sud) :
  - Diocèse de Pangkal Pinang
  - Diocèse de Tanjungkarang

### Java
- Archidiocèse de Jakarta :
  - Diocèse de Bandung
  - Diocèse de Bogor

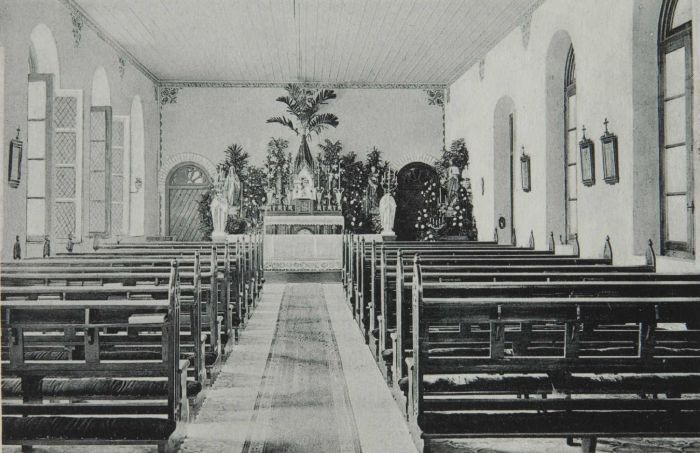
Chapelle de l'institut des sœurs franciscaines de Magelang, années 1910 ou 1920.

- Archidiocèse de Semarang (Java central) :
  - Diocèse de Malang
  - Diocèse de Purwokerto
  - Diocèse de Surabaya

### PetitesÎles de la Sonde
- Archidiocèse d'Ende (Florès) :
  - Diocèse de Denpasar
  - Diocèse de Larantuka
  - Diocèse de Maumere
  - Diocèse de Ruteng

- Archidiocèse de Kupang (Timor occidental) :
  - Diocèse de Atambua
  - Diocèse de Weetebula

### Kalimantan
- Archidiocèse de Pontianak (Kalimantan occidental) :
  - Diocèse de Ketapang
  - Diocèse de Sanggau
  - Diocèse de Sintang

- Archidiocèse de Samarinda (Kalimantan oriental) :
  - Diocèse de Banjarmasin
  - Diocèse de Palangkaraya
  - Diocèse de Tanjung Selor

### Célèbes,MoluquesetNouvelle-Guinée occidentale
- Archidiocèse de Makassar (Sulawesi du Sud) :
  - Diocèse d'Amboine
  - Diocèse de Manado

- Archidiocèse de Merauke (Papouasie)
  - Diocèse d'Agats
  - Diocèse de Jayapura
  - Diocèse de Manokwari-Sorong
  - Diocèse de Timika

### Hors province
- Ordinariat militaire d'Indonésie